# Tombani
Tombani est un village et district dans la sous-préfecture de Tomba-kanssa, Préfecture de Siguiri, région de Kankan.

## Population
En 2014, le district comptait 5 212 habitants selon les RGPH 2014.